# Afonso Patrão
Afonso Cruz Patrão (Póvoa de Lanhoso, 3 febbraio 2007) è un calciatore portoghese, attaccante del Braga.

## Carriera

### Club
È cresciuto nel settore giovanile del Braga, con cui ha firmato il suo primo contratto professionistico il 20 giugno 2023. Ha esordito con la squadra B il 22 febbraio 2025 nell'incontro di Terceira Liga vinto 1-0 contro il Vilaverdense.
L'8 marzo 2025 ha fatto il suo esordio in prima squadra nella partita di Primeira Liga vinta 1-0 contro il Porto ed il 7 aprile successivo ha segnato il suo primo gol fissando il punteggio sul definitivo 1-1 contro lo Sporting Lisbona.

### Nazionale
Ha giocato nelle nazionali giovanili portoghesi Under-15, Under-16, Under-17 ed Under-18.

## Statistiche

### Presenze e reti nei club
Statistiche aggiornate al 13 aprile 2025.
| Stagione        | Squadra         | Campionato      | Campionato | Campionato | Coppe nazionali | Coppe nazionali | Coppe nazionali | Coppe continentali | Coppe continentali | Coppe continentali | Altre coppe | Altre coppe | Altre coppe | Totale | Totale | Totale |
| Stagione        | Squadra         | Comp            | Pres       | Reti       | Comp            | Pres            | Reti            | Comp               | Pres               | Reti               | Comp        | Pres        | Reti        | Pres   | Reti   |        |
| --------------- | --------------- | --------------- | ---------- | ---------- | --------------- | --------------- | --------------- | ------------------ | ------------------ | ------------------ | ----------- | ----------- | ----------- | ------ | ------ | ------ |
| 2024-2025       | Braga B         | TL              | 4          | 0          | -               | -               | -               | -                  | -                  | -                  | -           | -           | -           | 4      | 0      |        |
| 2024-2025       | Braga           | PL              | 4          | 1          | CP+CdL          | 0               | 0               | UEL                | 0                  | 0                  | -           | -           | -           | 4      | 1      |        |
| Totale carriera | Totale carriera | Totale carriera | 8          | 1          |                 | 0               | 0               |                    | 0                  | 0                  |             | -           | -           | 8      | 1      |        |